# La Chapelle-Caro
La Chapelle-Caro foi uma comuna francesa na região administrativa da Bretanha, no departamento de Morbihan. Estendia-se por uma área de 16,49 km². Em 2010 a comuna tinha 1 305 habitantes (densidade: 79,1 hab./km²).
Em 1 de janeiro de 2016, passou a formar parte da comuna de Val d'Oust.